# روبرتو گوانا
روبرتو گوانا (انگلیسی: Roberto Guana؛ زادهٔ ۲۱ ژانویهٔ ۱۹۸۱) بازیکن فوتبال اهل ایتالیا است.
از باشگاه‌هایی که در آن بازی کرده‌است می‌توان به باشگاه فوتبال آسکولی، باشگاه فوتبال کیه‌وو ورونا، باشگاه فوتبال بولونیا، باشگاه فوتبال برشا، باشگاه فوتبال کالیاری، باشگاه فوتبال دلفینو پسکارا، باشگاه فوتبال چزنا، و باشگاه فوتبال پالرمو اشاره کرد.
وی همچنین در تیم ملی فوتبال زیر ۲۱ سال ایتالیا بازی کرده‌است.